# Raalte
Raalte (baix alemany Raolte) és un municipi de la província d'Overijssel, al centre-est dels Països Baixos. L'1 de gener de 2009 tenia 36.848 habitants repartits per una superfície de 172,31 km² (dels quals 1,06 km² corresponen a aigua).

## Centres de població
| Nom             | Població |
| --------------- | -------- |
| Raalte          | 20.015   |
| Heino           | 6.459    |
| Heeten          | 4.231    |
| Luttenberg      | 1.107    |
| Broekland       | 617      |
| Nieuw-Heeten    | 631      |
| Mariënheem      | 633      |
| Laag Zuthem     | 281      |
| Lierderholthuis | 176      |
| Total           | 37.065   |
| Font: CBS       |          |

## Ajuntament
El consistori municipal consta de 25 regidors, repartits:
- CDA 8 regidors
- Gemeentebelangen 6 regidors
- PvdA 4 regidors
- VVD 3 regidors
- SP 3 regidors
- Lokaal Alternatief 1 regidor